# 대청초등학교 소청분교
대청초등학교 소청분교는 대한민국 인천광역시 옹진군 소청도에 있었던 공립 초등학교이다.

## 학교 연혁
- 1953년 9월 1일: 개교
- 2025년 2월 28일: 폐교 및 대청초등학교 통폐합, 72년만에 폐교

## 참고 자료
- 대청초등학교소청분교장 - 한국교육학술정보원 학교알리미